# Raillicourt
Raillicourt ist eine französische Gemeinde mit 226 Einwohnern (Stand: 1. Januar 2022) im Département Ardennes in der Region Grand Est (vor 2016 Champagne-Ardenne). Sie gehört zum Arrondissement Charleville-Mézières, zum Kanton Signy-l’Abbaye sowie zum Gemeindeverband Crêtes Préardennaises.

## Geographie
Umgeben wird Raillicourt von den Nachbargemeinden Villers-le-Tourneur im Süden, Jandun im Westen, Barbaise im Nordwesten sowie von den im Kanton Nouvion-sur-Meuse gelegenen Gemeinden Touligny im Norden und Montigny-sur-Vence im Osten.

## Bevölkerungsentwicklung
| Jahr                      | 1962 | 1968 | 1975 | 1982 | 1990 | 1999 | 2006 | 2011 | 2016 |
| Einwohner                 | 165  | 139  | 216  | 288  | 315  | 179  | 205  | 221  | 205  |
| Quelle: Cassini und INSEE |      |      |      |      |      |      |      |      |      |

## Sehenswürdigkeiten
- Kirche Saint-Martin, Monument historique seit 1930[1]

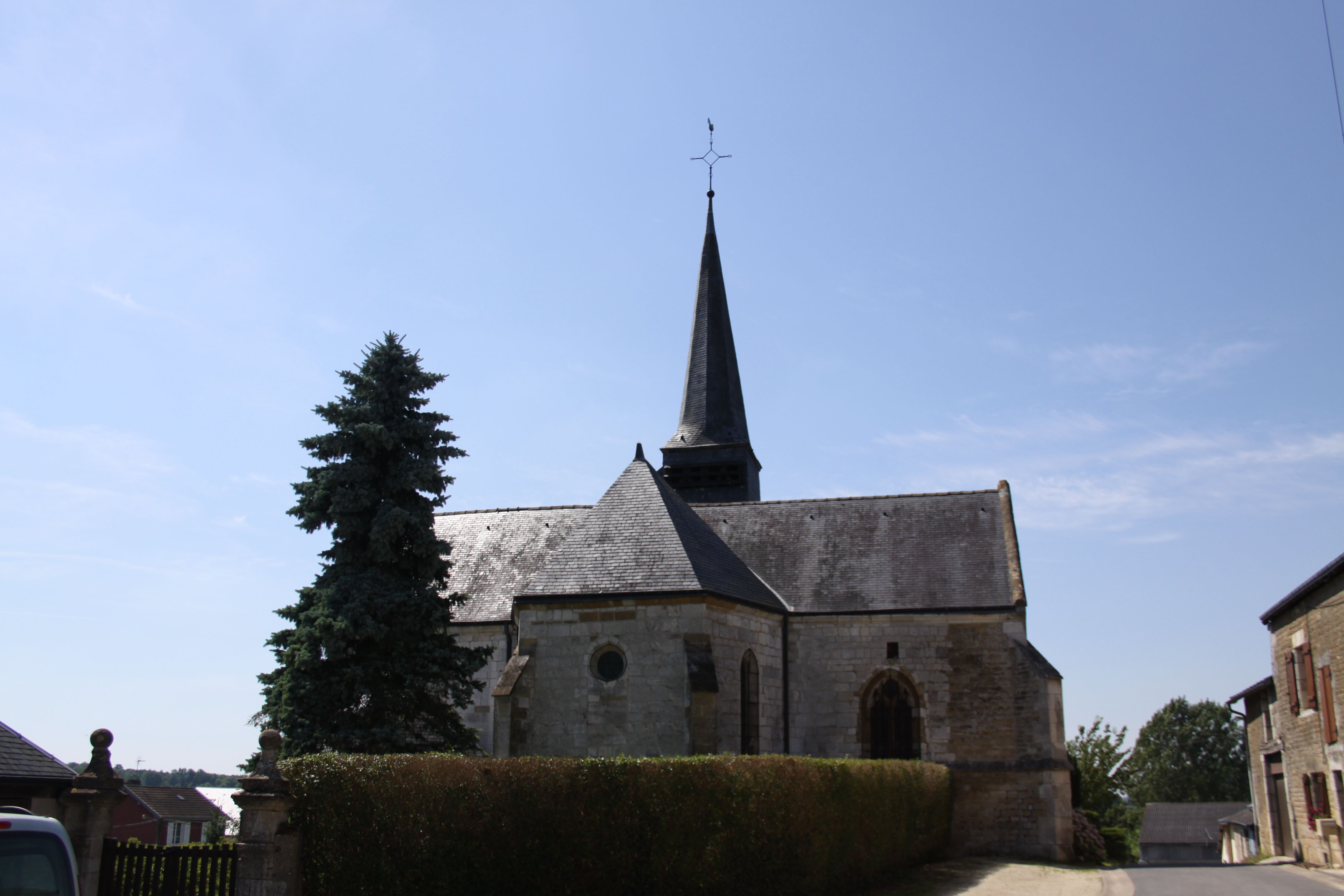
Kirche Saint-Martin